# Szczyr roczny
Szczyr roczny (Mercurialis annua L.) – gatunek roślin z rodzaju szczyr należący do rodziny wilczomleczowatych. Występuje we wschodniej, środkowej i południowo-wschodniej Europie, w Zachodniej Azji i na Kaukazie oraz w Afryce Północnej. Występuje również w Ameryce Północnej, gdzie został zawleczony. W Polsce rzadki, głównie na zachodzie kraju. Roślina trująca.

## Morfologia
PokrójRoślina jednoroczna, wysokości od 20 do 30 cm. Łodyga gałęzista, u pręcikowych okazów silnie gałęzista, czterokanciasta.
LiścieNagie, podługowatojajowate, brzegiem karbowano piłkowane, na długich ogonkach.
KwiatyRośliny zwykle dwupienne, rzadziej jednopienne. Kwiaty żeńskie po 1-3, prawie siedzące, w kątach liści.

## Biologia i ekologia
Rośnie na nieużytkach, polach. Uważany za chwast. Kwitnie od czerwca do września.
Ziele szczyru rocznego zawiera metyloaminę, zw. cyjanogenne, merkuralinę, flawonoidy (rutyna, narcyzyna), trójmetyloaminę, olejek eteryczny, sapominę, hermidynę. Powoduje zatrucia u zwierząt domowych (krowy, owce, konie).